# Öndörhaan

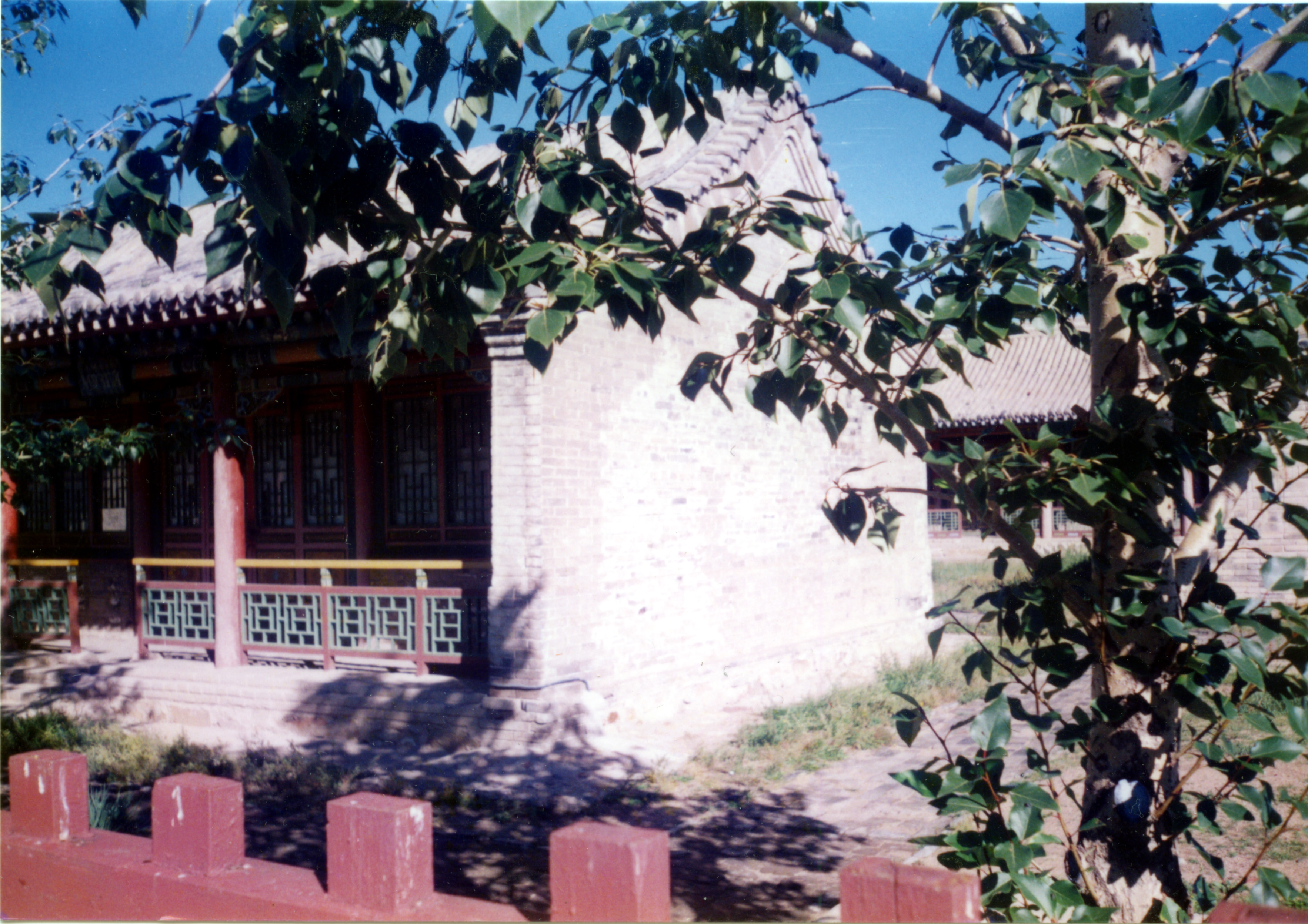
Museum

Öndörhaan is een stad in Mongolië op 290 km ten oosten van de hoofdstad Ulaanbaatar. In november 2013 werd de stad door het Mongoolse parlement hernoemd tot Dzjengis City ter ere van Dzjengis Khan, die werd geboren en mogelijk ook begraven in deze provincie, ten noordwesten van de stad. Öndörhaan heeft een bevolking van ongeveer 20.900 inwoners (2017) en is hoofdstad van de ajmag (provincie) Henti. Öndörhaan staat officieel bekend als de Sum Kherlen.

## Geschiedenis
Op 13 september 1971 stortte een Hawker Siddeley Trident met aan boord de Chinese militair en politicus Lin Biao nabij Öndörhaan neer, waarbij alle inzittenden omkwamen.

## Geografie en klimaat
Öndörhaan valt in feite samen met de sum Kherlen, en is het meest bevolkte deel van de ajmag Henti. De stad ligt op een hoogte van 1000 meter boven zeeniveau aan de Kerulen-rivier op een brede, onbeschermde vlakte; de rivier bevriest in de winter.
De omgeving heeft een koud steppeklimaat, met lange droge winters en vrij korte, erg warme zomers. De gemiddelde maximumtemperatuur overdag bedraagt in januari -15°C en in juli 25,5°C. Het nachtelijk minimum bedraagt in januari -27,5°C. De jaarlijkse neerslag bedraagt gemiddeld 224 mm; de natste maand is juli met 65 mm; in de winter valt niet meer dan 1 tot 3 mm per maand in de vorm van lichte sneeuw.

## Economie
Steenkoolwinning is belangrijk voor de economie van de stad; de kolenlagen van Chandgana Tal liggen 53 km ten westen van Öndörhaan.
Er is een ontwikkelingsprogramma gaande van het United Nations Development Programme (UNDP), met als oogmerk om de plaatselijke economie te stimuleren en de hoge werkloosheid te bestrijden.

## Transport
Het vliegveld heeft een onverharde baan; na het gereedkomen van een geasfalteerde weg naar Ulaanbaatar is het belang van het vliegveld afgenomen.
De stad ligt aan de verbindingsweg tussen Ulaanbaatar en Tsjojbalsan.